# Lyudmila Gromova
Pour les articles homonymes, voir Gromova.
Lyudmila Pavlovna Gromova (russe : Людмила Павловна Громова), née le 4 novembre 1942 à Miass en RSFS de Russie, est une gymnaste soviétique. 

## Palmarès aux Jeux olympiques
- Tokyo 1964
  -  médaille d'or au concours par équipes